# The Sea Urchin
The Sea Urchin è un cortometraggio muto del 1913 diretto da Edwin August.

## Produzione
Il film fu prodotto da Pat Powers per la Powers Picture Plays.

## Distribuzione
Distribuito dalla Universal Film Manufacturing Company, il film - un cortometraggio in una bobina - uscì nelle sale USA il 22 agosto 1913.